# Kameralamt Marbach
Das Kameralamt Marbach war eine Einrichtung des Königreichs Württemberg, die im Amtsbezirk Besitz und Einkommen des Staates verwaltete. Es bestand von 1807 bis 1837 in Marbach am Neckar. Das Kameralamt wurde im Rahmen der Neuordnung der Staatsfinanzverwaltung im Königreich Württemberg geschaffen.

## Geschichte
Gemäß Verordnungen über Ämterkombination vom 20. Dezember 1806 und 25. April 1807 wurden dem Kameralamt Marbach die Orte Beihingen und Geisingen zugeteilt.
Laut Verordnung vom 7. Juli 1807 wurde das Patrimonialamt von Gemmingen (halb) in Beihingen am Neckar dem Kameralamt Marbach zur Erhebung der Einkünfte zugewiesen. Ferner wurden gemäß Tauschvertrag vom 11. März 1807 die Gemeinden Burgstall und Erbstetten des Kameralamts Winnenden übernommen und dagegen die Gemeinde Weiler zum Stein mit der Parzelle Steinächleshof an dieses Kameralamt abgetreten. 
Des Weiteren wurde dem Kameralamt Marbach durch Verfügung vom 27. Juni 1807 der Einzug der Gefälle des ehemaligen Dominikanerklosters Gmünd in Benningen übertragen, der bisher dem Kameralamt Eßlingen oblag. Schließlich wurden durch das Kameralamt Marbach noch die Orte Affalterbach, Poppenweiler und die Parzelle Heidenhof übernommen, während an das Kameralamt Ludwigsburg die Gemeinden Ludwigsburg (Stadt), Aldingen, Eglosheim, Harteneck, Heutingsheim, Hoheneck, Kornwestheim, Neckarweihingen und Ossweil sowie an das Kameralamt Höpfigheim (Steinheim) die Gemeinden Höpfigheim, Murr, Pleidelsheim und Steinheim abgetreten wurden.
Im Jahre 1812 wurde die Gemeinde Siegelhausen durch das Kameralamt Marbach übernommen und die Orte Rietenau und Mittelschöntal an das Kameralamt Backnang abgetreten.
Durch Verordnung vom 6. Juni 1819 betreff Neuorganisation der Kameralämter hat das Kameralamt Marbach das gesamte Kameralamt Steinheim (Höpfigheim) sowie die Hoheitsgefälle in dem Ort Weiler zum Stein des Hofkameralamts Winnenden übernommen.
Die Aufhebung des Kameralamts Marbach erfolgte gemäß Verfügung vom 22. März 1837 durch die Vereinigung mit den Kameralämtern Grossbottwar und Ludwigsburg.